# Laskarina Bubulina
Laskarina Bubulina (též Bouboulina; řecky Λασκαρίνα Μπουμπουλίνα; albánsky Dhaskarina Pinoçi; 11. května 1771, Konstantinopol – 22. května 1825, Spetses) byla řecká námořní velitelka, hrdinka řecké války za osvobození.

## Život
Bubulina pocházela z rodiny Arvanitů na ostrově Hydra. Byla dcerou kapitána Stavrianose Pinotsise (albánsky Stavro Pinoçi) a jeho manželky Skevo. Narodila se ve věznici v Konstantinopoli, když její matka navštívila svého umírajícího manžela, kterého tam drželi Osmané kvůli jeho účasti na povstáních na Peloponésu v letech 1769/70, takzvané orlovovské vzpouře. Po otcově smrti žila s matkou na Hydře téměř čtyři roky. Poté, co se její matka znovu vdala za kapitána Dimitria Lazaru-Orlofa, vyrůstala s osmi nevlastními sourozenci na ostrově Speces.
Bubulina se vdala ve věku sedmnácti let za Dimitria Giannuzase a později jako třicetiletá za Dimitria Bubulise. Oba její manželé zahynuli jako námořní kapitáni v bitvách s piráty, kteří přepadli jejich lodi. Její druhý manžel byl přepaden dvěma alžírskými pirátskými loděmi, které se mu podařilo zničit, a když už byla bitva vyhrána, byl zasažen kulkou.
V roce 1811 byla Bubulina dvakrát ovdovělá a byla matkou sedmi dětí, ale zároveň byla velmi bohatá díky majetku zděděnému po manželech. Spoluvlastnila několik lodí a postupem času postavila tři své. Mezi nimi byl i slavný Agamemnon.
V roce 1816 se osmanští vládci pokusili zabavit Bubulinin majetek, protože její druhý manžel podporoval svými loděmi ruské loďstvo v rusko-turecké válce. Bubulis opravdu za své služby dostal od Rusů čestné občanství jako kapitán ruského námořnictva. Aby Bubulina zachránila své jmění, odplula se do Konstantinopole, kde požádala o podporu ruského velvyslance hraběte Stroganova, známého filheléna, s poukazem na služby jejího manžela Rusku. Její lodě pak byly převedeny pod ruskou vlajku, a byly tak chráněny obchodní smlouvou mezi Ruskem a Tureckem. Aby ji ochránil a zachránil před hrozícím zatčením Turky, poslal ji Stroganov na Ukrajinu, kde jí car Alexandr I. dal k dispozici statek.
Před odjezdem do Ruska absolvovala audienci u sultánovy matky Valide Sultana, na kterou udělala dojem Bubulinina osobnost a její žádost o pomoc. Bubulina zůstala v Rusku asi tři měsíce a čekala, až se situace uklidní a dokud sultánka nepřesvědčí svého syna sultána Mahmuta II., aby vydal dekret, který by Bubulině její majetek ponechal. Poté se Bubulina okamžitě vrátila na Speces.

### Účast v osvobozenecké válce

#### Přípravy
Během svého pobytu v Konstantinopoli nebo snad během pozdější cesty tamtéž v roce 1818 se Bubulina stala - jako jediná žena, které bylo povoleno členství - členkou tajné společnosti Filiki Eteria, která už léta připravovala Řeky na vzpouru proti osmanské nadvládě.
Po návratu na Speces se tedy začala připravovat na nadcházející revoluci. Tajně skupovala zbraně a střelivo, pašovala je svými loděmi na Speces ze zahraničních přístavů a schovávala je ve svém domě nebo v jiných částech ostrova. V roce 1820 byla v loděnici na ostrově dokončena stavba její vlajkové lodi Agamemnon. Byla to 33 metrů dlouhá korveta vyzbrojená 18 děly. Někteří ostrované Bubulinu udali Turkům, že staví válečnou loď. Vzhledem k tomu, že existovala omezení týkající se velikosti a výzbroje lodí v řeckých rukou, byla Bubulina obviněna. Podplacením tureckého úředníka, který prováděl inspekci lodi, se jí však podařilo nejen dokončit stavbu, ale také vyhnat své žalobce z ostrova.
V roce 1819 Bubulina znovu vyplula do Konstantinopole, možná aby se bránila proti obviněním kolem stavby Agamemnona. Setkala se tam s pravoslavným patriarchou Řehořem V. a diskutovala s ním o načasování povstání.

#### Osvobozovací boje
13. března 1821, dvanáct dní před oficiálním zahájením války za nezávislost, Bubulina vyvěsila na hlavní stožár Agamemnona ve speceském přístavu první revoluční vlajku s vyobrazením orla, kotvy a fénixe vylétajícího z plamenů a pozdravila ji dělovými výstřely. 3. dubna Speces povstal - byla to první námořní síla, která se připojila k povstání. O několik dní později se připojily námořníci ostrovů Hydra a Psara. Tyto tři ostrovy měly tři sta lodí a hrály ve válce vůdčí roli. Bez silného námořnictva by Řecko sotva dosáhlo nezávislosti.
Během revoluce Buboulina vedla vlastní malou soukromou armádu složenou z obyvatel svého ostrova, kterou sama vyzbrojila, krmila a platila, stejně jako posádky svých lodí. Tyto výdaje trvaly několik let a zahrnovaly také velké částky peněz na jídlo a střelivo na pomoc řeckým jednotkám kolem tureckých pevností Nauplion a Tripolis. Takto Bubulina během prvních dvou let války utratila celé své značné jmění.

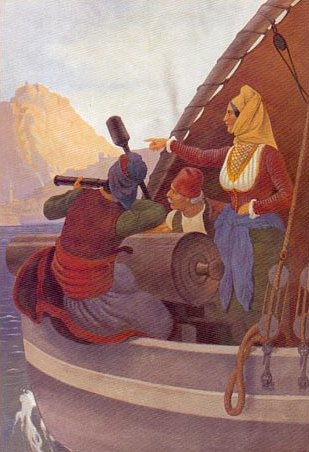
Bubulina na palubě Agamemnona, Peter von Hess

Po zahájení povstání Bubulina odplula k Nauplionu jako velitelka flotily osmi lodí - z nich bylo pět jejích vlastních - a začala ho blokovat od moře. Se svými třemi pevnostmi - Bourci, Akronauplia a Palamidi - vyzbrojenými třemi stovkami děl byl Nauplion považován za nedobytný. Bubulina přistála se svými jednotkami v nedaleké Myli, kde ohnivými proslovy a velkým nadšením povzbudila řecké pozemní síly, aby vydržely Nauplion obléhat. Její útoky na opevnění pobřeží Nauplionu, během nichž pod těžkou palbou povzbuzovala své důstojníky a vojáky, jsou označovány za hrdinské. Nauplion Řekové dobyli 30. listopadu 1822 po téměř dvouletém obléhání.
Bubulina se také zúčastnila námořní blokády a následného dobytí města Monemvasie. Jejich lodě také blokovaly Pylos a přinesly pomoc pobřežnímu městu Galaxidi v Korintském zálivu. Kapitány lodí byli jejich synové a nevlastní bratři. Jejich lidé také bojovali na zemi spolu s řeckými pozemními silami. V bitvě u Argosu bojovalo několik desítek mužů za Specia pod Bubuliným prvorozeným synem Giannisem Giannuzasem proti více než dvěma tisícům Turků pod velením Veli-beje. Bitva byla nerovná, Giannuzas bojoval pěšky proti tureckým jezdcům a Veli-bejovi, kterého jeho vojáci chránili. Dokázal Turka shodit z koně a mečem ho smrtelně zranil. Potom však Giannuzase zasáhla kulka do čela a zabila ho.
Několik dní před pádem Tripolisu, hlavního města Peloponésu a sídla osmanského vládce regionu, přijela Bubulina do řeckého tábora za městem na bílém koni v doprovodu svých specijských válečníků. Byla přijata s hlasitým jásotem. Na poli se setkala s generálem Theodorosem Kolokotronisem, vůdčí osobností války za nezávislost. Vzájemná úcta je dovedla k uzavření přátelství tak blízkého, že později propojili své rodiny sňatkem svých dětí Eleni Bubuliové a Panose Kolokotronise. Bubulina se účastnila válečných porad a rozhodování se stejným hlasem jako ostatní generálové. Začali ji oslovovat Kapetanissa (kapitánka) a Megali Kyra (velká dáma).
11. září 1821 Tripolis padl do rukou řeckým obléhatelům. Po pádu města následoval masakr, který trval tři dny a noci a stál život třicet tisíc lidí. Během tohoto masakru Bubulina zachránila harém místního paši, vládce města. Udělala tak s nasazením vlastního života poté, co ji pašova manželka požádala o záchranu životů haremových žen a jejich dětí. Tím Bubulina plnila svůj slib, který dala sultánově matce v Konstantinopoli v roce 1816 (která zasáhla, aby zachránila Bubulinino jmění), že pokud ji kdykoli požádá o pomoc turecká žena, neodmítne ji, ale naopak se bude maximálně snažit jí pomoci.

### Po získání nezávislosti
Po dobytí Nauplionu se Bubulina usadila v domě, který jí daroval stát jako odměnu za její služby národu. Na konci roku 1824 byla země zpustošena další občanskou válkou, v níž řecké politické strany bojovaly o moc navzdory stálé turecké hrozbě. Panos Kolokotronis, Bubulinin zeť, byl zavražděn, a jeho otec, generál, zatčen a držen v zajetí svými politickými oponenty v klášteře na Hydře.
Bubulina rozhodně odmítla Kolokotronisovo věznění. Vláda ji proto považovala za nebezpečnou a byla dvakrát zatčena. Nakonec byla odvezena zpět do Speces, kde zůstala až do své smrti, chudá a zahořklá kvůli politikům a výsledku boje za svobodu. Najednou byl národ znovu ve velkém nebezpečí. 12. února egyptský generál Ibrahim přistál téměř nerušeně se 4400 egyptskými vojáky na jihu Peloponésu. Toto vylodění bylo předvojem následující velké invaze, během níž Turci do značné míry dobyli zpět Peloponés. Po Ibrahimově útoku politici Kolokotronise propustili a znovu mu nabídli vedení armády.
Bubulina se připravovala na účast v nových bojích, když nečekaně zemřela: byla zastřelena při hádce s členy rodiny Kucisů z ostrova Speces. Důvodem sporu byl únos Kucisovy dcery Bubulininým synem Giorgiosem Giannuzasem. Bubulinina vlajková loď Agamemnon měla smutný osud. Po majitelčině smrti byla jejími potomky prodána řeckému státu a poté přejmenována na Speces. Během bojů občanské války v roce 1831 byla spálena řeckým admirálem Andreasem Miaulisem na námořní základně Poros.

## Památka
Po Bubulinině smrti jí ruské námořnictvo udělilo čestný titul admirála. Četné ulice v Řecku jsou pojmenovány podle Bubuliny. Také mnoho lodí – od fregaty řeckého námořnictva přes tanker až po nespočet rybářských člunů - bylo pojmenováno po Bubulině. Byla zobrazena na padesátidrachmových bankovkách vydaných v roce 1978 a na řeckých drachmových mincích v letech 1988 až 2001.
Její pomníky stojí v přístavech ostrovů Hydra a Spetses.

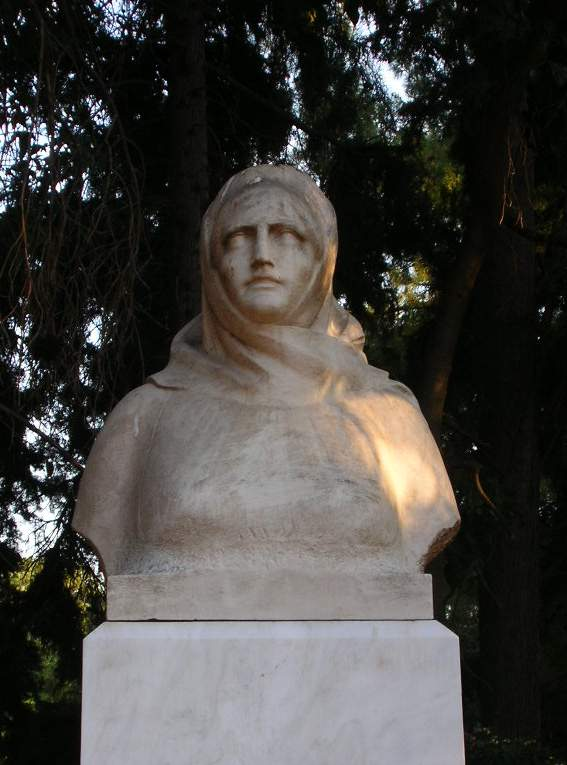
Bubulinina busta v Aténách
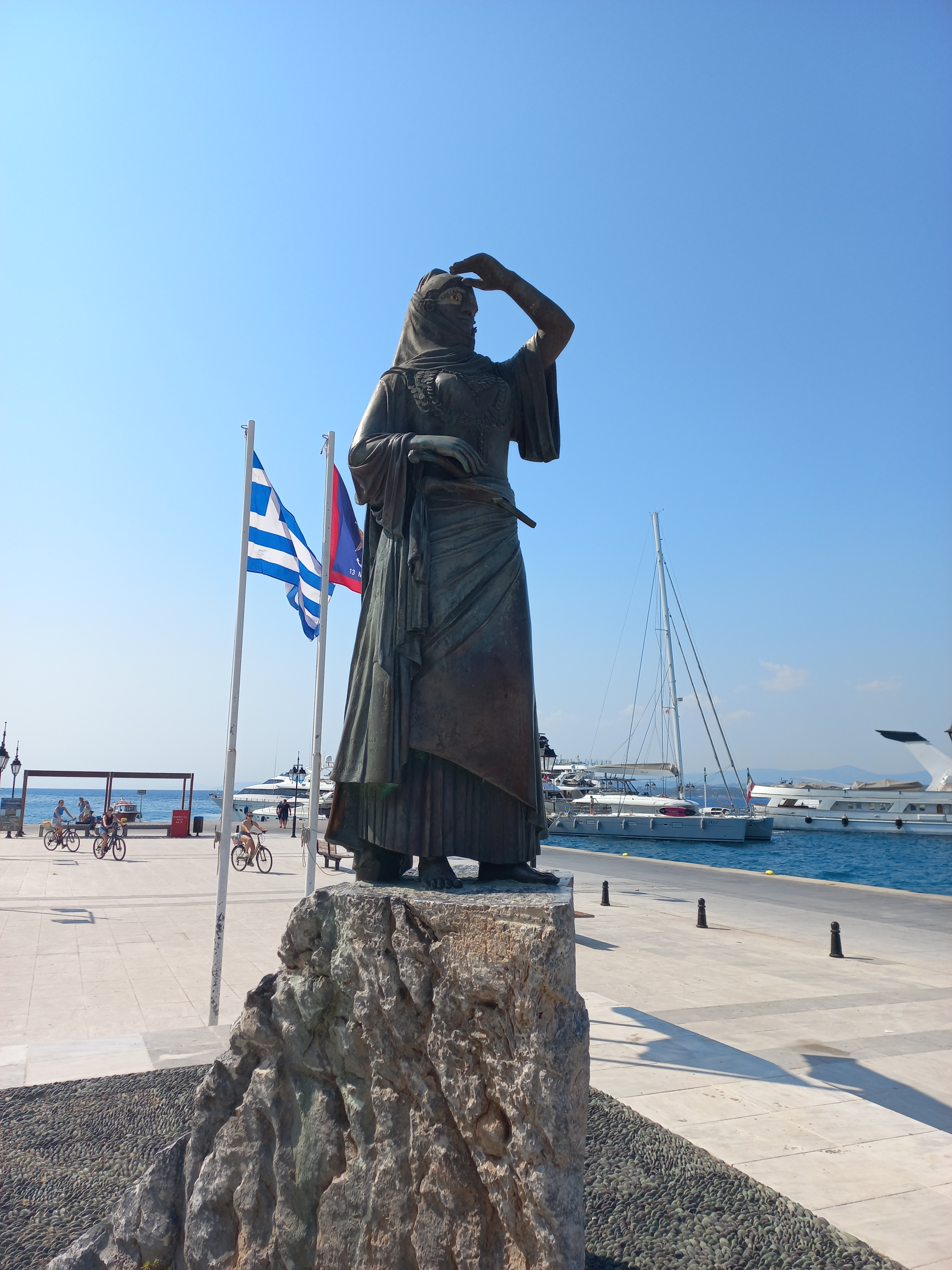
Socha Laskariny Bubuliny na ostrově Spetses